# GAZ-12 ZIM

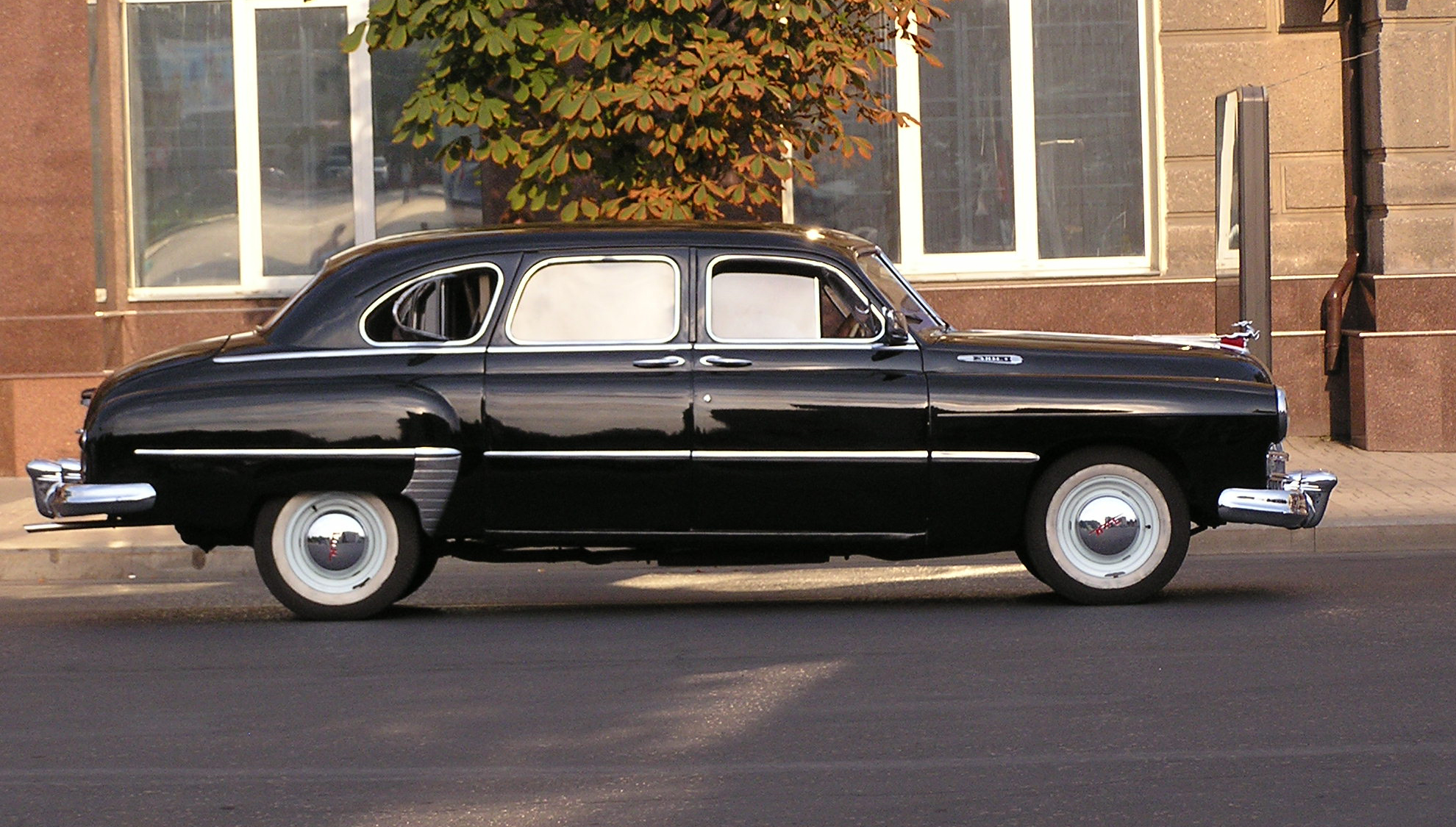
ZIM-12 z boku

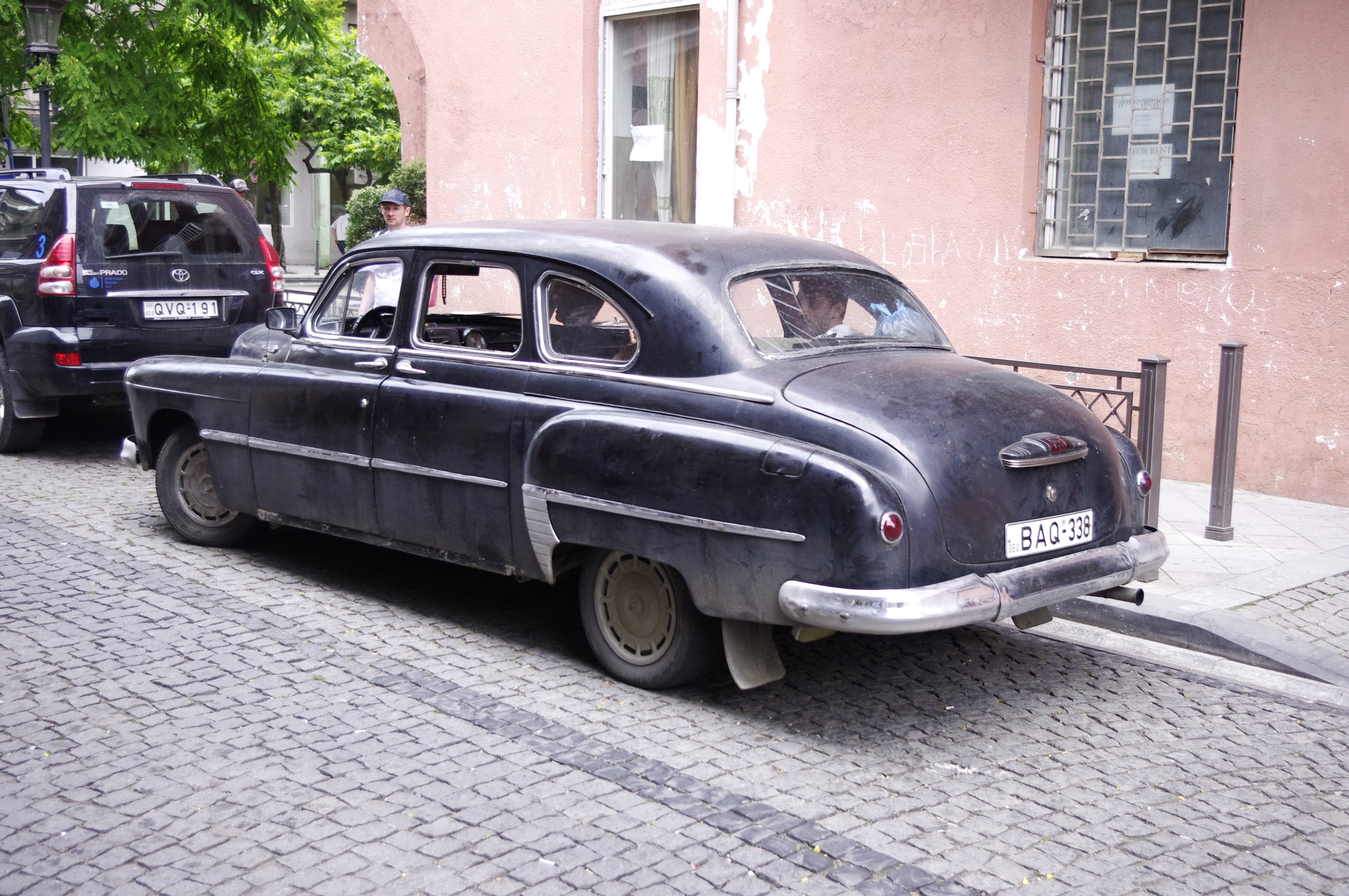
ZIM-12 – tył pojazdu (nieoryginalne koła). Światło stopu umieszczone centralnie na pokrywie bagażnika

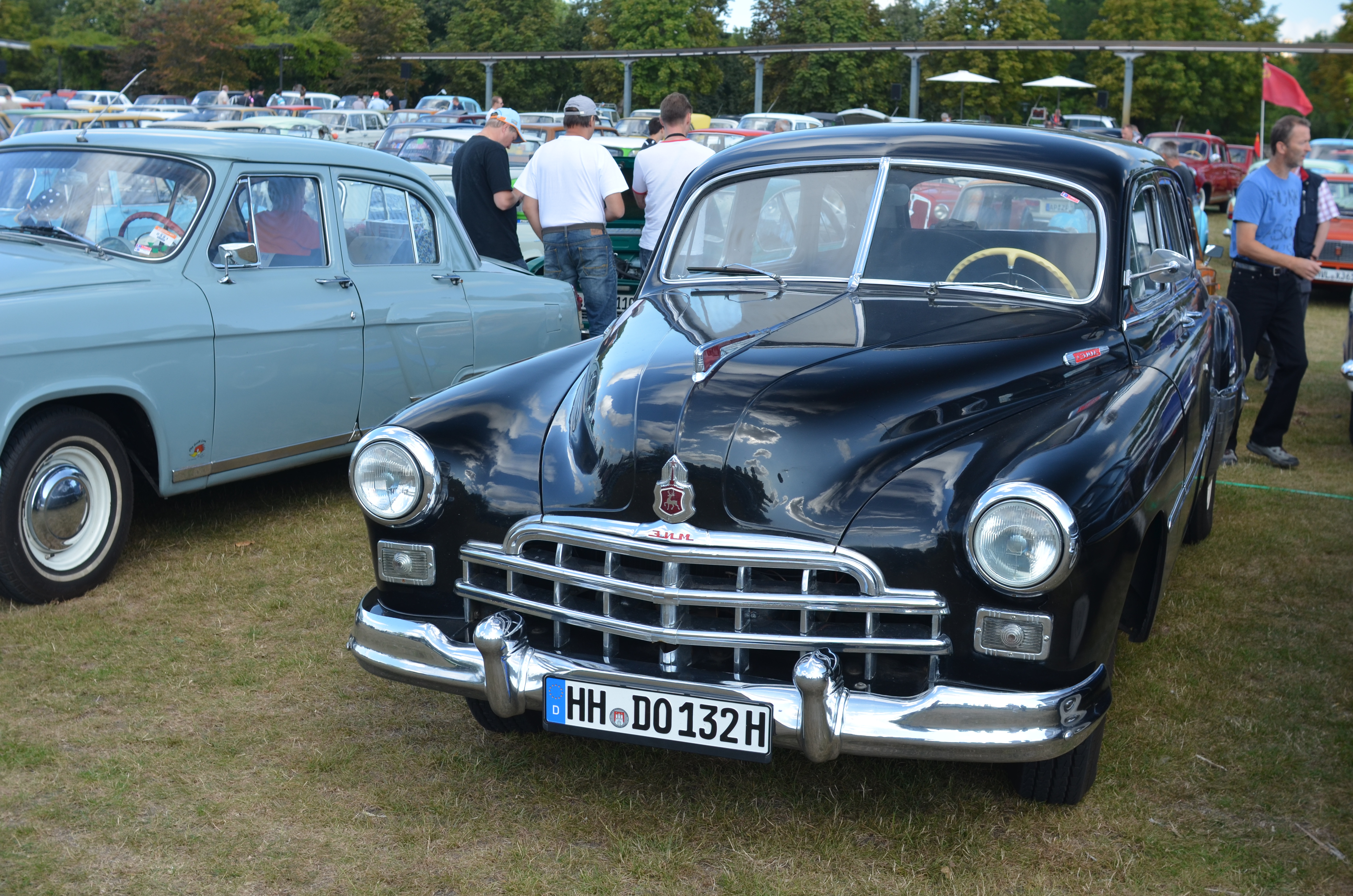
ZIM-12 od przodu

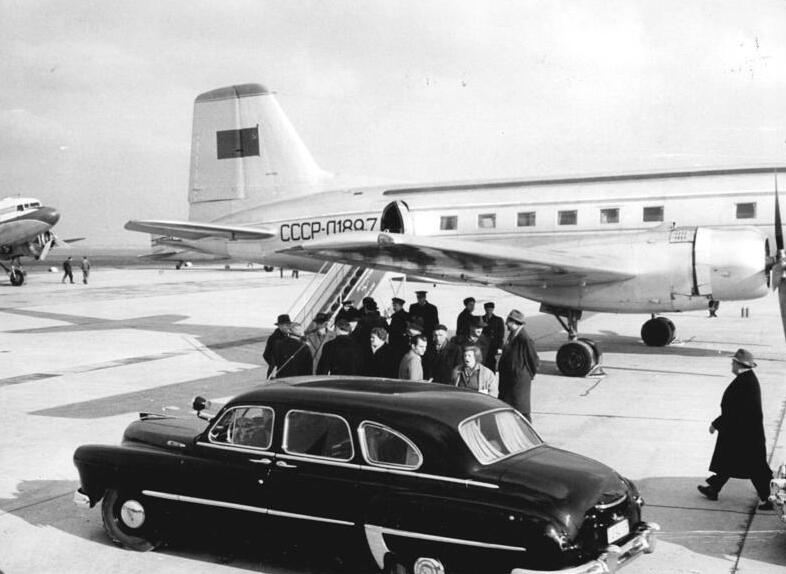
ZIM-12 z delegacją radziecką w NRD, 1957

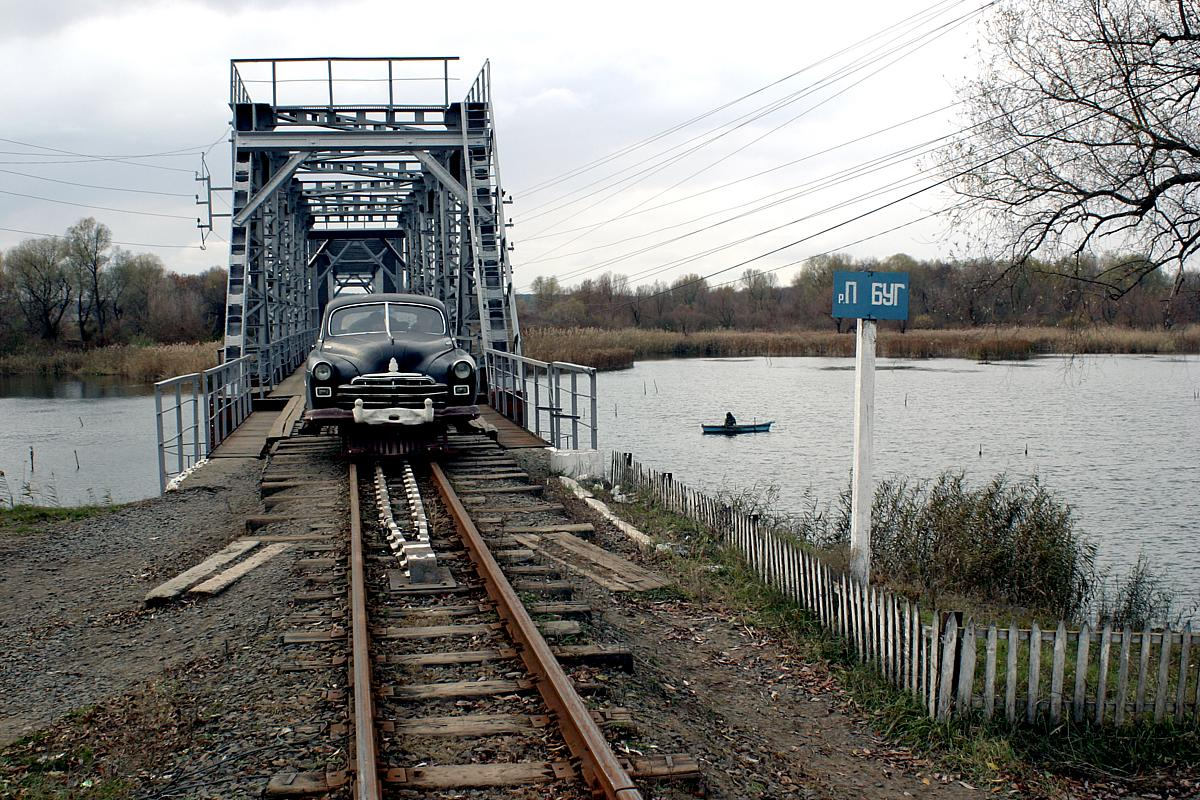
ZIM jako drezyna wąskotorowa

ZIM-12 / GAZ-12 – radziecki samochód osobowy wyższej klasy, produkowany w latach 1950-1960 przez Gorkowskie Zakłady Samochodowe (GAZ). Początkowo nazwany ZIM-12, od 1957 roku – GAZ-12; powszechnie jest znany po prostu jako „ZIM”.

## Historia i opis modelu
Główną przyczyną powstania samochodu była potrzeba zapewnienia odpowiedniego pojazdu służbowego dla funkcjonariuszy partii komunistycznej i władz państwowych średniego szczebla. Miał on w ten sposób wypełniać lukę między luksusowym ZiSem 110, zarezerwowanym dla wyższych władz, a modelem średniej klasy GAZ-M20 Pobieda. Zaprojektowanie samochodu władze przemysłu samochodowego zleciły zakładom GAZ wiosną 1948 roku, zakreślając termin 29 miesięcy. Powstanie wkrótce po wojnie nowego modelu samochodu służbowego wyższej klasy było wyrazem priorytetów radzieckiego centralnie sterowanego przemysłu motoryzacyjnego, który dla zwykłej ludności, oprócz Pobiedy, produkował jedynie małe samochody popularne Moskwicz 400-420.
Pomimo sugestii zastępcy ministra przemysłu motoryzacyjnego skopiowania amerykańskich samochodów Buick, główny konstruktor zakładów GAZ, Andriej Liphart, opracował w zakreślonym terminie oryginalny projekt. Od samochodów amerykańskich odróżniało go  przede wszystkim zastosowanie nowoczesnego samonośnego nadwozia. Samo nadwozie, podążające za amerykańską modą tego okresu, zaprojektował Lew Jeremiejew. Elementy stylistyki, zwłaszcza pas przedni z atrapą chłodnicy, przypominały jednak silnie najnowsze modele Cadillaca z 1948 roku. Do napędu wykorzystano sześciocylindrowy silnik rzędowy GAZ-12, będący zmodernizowaną odmianą przedwojennego silnika GAZ-11 (skopiowanego z amerykańskiego silnika Dodge D-5), napędzającego także ciężarówkę GAZ-51. Charakteryzował się zwiększonym stopniem sprężania, aluminiową głowicą i podwójnym gaźnikiem, co pozwoliło na wzrost mocy z 70 do 90 KM. Mimo to, z powodu jego ograniczonej mocy, konstruktorzy podejmowali starania w kierunku obniżenia masy samochodu, czego efektem stało się zastosowanie bezramowej konstrukcji samonośnej – po raz pierwszy dla tak długiej limuzyny. W układzie przeniesienia napędu zastosowano przekładnię hydrokinetyczną zapewniającą miękką i płynną pracę, szczególnie przy ruszaniu z miejsca. Maska silnika mogła być otwierana na lewo lub prawo lub zdejmowana w całości. Samochód miał we wnętrzu przednią i tylną kanapę, a między nimi dwa rozkładane siedzenia, chowane w podłogę, o konstrukcji rurowej. Chociaż opisywany był jako 6-miejscowy, na tylnej kanapie mieściły się swobodnie 3 osoby, stąd można było zabrać 7 osób. Przednie drzwi zawieszone zostały na przedniej krawędzi (słupku A), tylne zaś na tylnej (słupku C). Dzięki hipoidalnej przekładni tylnego mostu, łamany wał napędowy mógł być poprowadzony nisko, przez co nie wymagał tunelu wystającego nad poziom podłogi. Ze względu na dużą masę własną samochodu oraz zastosowanie kół z 15-calowymi felgami, zdecydowano się na użycie hamulców bębnowych z układem współbieżnych szczęk (Duplex) na obydwu osiach.
W celu przeprowadzenia testów i badań elementów układu jezdnego, napędowego oraz innych komponentów, które miały zostać wykorzystane w nowej limuzynie, w 1948 roku wykonano przedłużone o 50 cm egzemplarze modelu GAZ-M20 Pobieda. Pojazdy te powstały poprzez przecięcie seryjnej Pobiedy na wysokości słupka B i wstawienie dodatkowego fragmentu nadwozia. Przedłużone Pobiedy były pierwszymi prototypowymi samochodami stworzonymi w ramach programu opracowania ZIMa-12. Pierwszy prototyp ZIMa został zaprezentowany w Gorkim 7 listopada 1949 roku – na rocznicę rewolucji październikowej. 15 lutego 1950 roku samochód zademonstrowano Stalinowi, uzyskano wówczas aprobatę władz. Nowy model oceniono wysoko, a konstruktorzy A. Liphart i N. Juszmanow otrzymali nagrody państwowe. 
W latach 30. zakłady GAZ otrzymały imię Wiaczesława Mołotowa, stąd wszystkie samochody osobowe nosiły oznaczenia liczbowe z literą „M”. W przypadku nowego samochodu wyższej klasy władze fabryki zdecydowały oznaczyć go nie skrótem GAZ, lecz ZIM-12 (Zawod imieni Mołotowa – Zakład imienia Mołotowa), przez analogię do luksusowych ZIS (Zawod imieni Stalina). W 1957 roku jednak, w związku z odwilżą polityczną Chruszczowa, Mołotow wraz z innymi funkcjonariuszami stalinowskimi został odsunięty od władzy i odbierano różnym zakładom jego imię. Od tego roku samochód był oznaczany jako GAZ-12, zamieniono też napisy na kierownicy, atrapie chłodnicy i kołpakach. Jednakże w odbiorze powszechnym samochód wciąż znany był po prostu jako „ZIM” (bez numeru modelu, gdyż nie było innych samochodów oznaczonych tym skrótem).

## Produkcja i wersje
Pierwsza partia seryjnych ZIM-12 została zbudowana 13 października 1950 roku. Prestiżowy samochód, o linii uznawanej za ładną i nowoczesną, szybko stał się „przedmiotem pożądania” urzędników, zwłaszcza niższych rangą, którzy starali się uzyskać różnymi sposobami służbowego ZIM-a. Było to nawet przedmiotem satyrycznych felietonów w prasie radzieckiej w 1952 roku. Samochód w podstawowej wersji produkowany był do 1959 roku. Zastąpił go wówczas GAZ-13 Czajka, chociaż już nie wszystkim państwowym użytkownikom ZIM-ów przysługiwały bardziej luksusowe Czajki (większość musiała przesiąść się na mniejsze Wołgi). ZIM jako jedyny z radzieckich samochodów luksusowych był dostępny w wolnej sprzedaży dla użytkowników prywatnych. Co więcej, mimo reglamentacji rynku samochodów prywatnych w ZSRR od połowy lat pięćdziesiątych, ZIM-a można było kupić bez kolejek. Jako samochód prywatny cieszył się jednak małą popularnością, głównie z powodu wysokiej ceny (40 000 rubli, w porównaniu z ceną Pobiedy 16 000 rubli), a zapewne też niechęci do ujawniania wyższego statusu majątkowego w państwie komunistycznym. W większej liczbie na rynek prywatny trafiły później używane samochody, wyprzedawane przez urzędy. Zdecydowana większość samochodów wersji podstawowej była lakierowana na czarno.
Oprócz podstawowej wersji, produkowano wariant taksówki ZIM-12A, który większe zastosowanie znalazł w komunikacji międzymiastowej (prowadzonej przez państwowe przedsiębiorstwa taksówkowe), jako pierwowzór marszrutki. Oprócz wyposażenia w taksometr i uboższego wykończenia wnętrza (dermatoid), lakierowane były na kolor szary, z bocznymi paskami z szachownic. W latach 1951–1960 była produkowana także karetka ZIM-12B, o takim samym nadwoziu – nosze wsuwane były przez otwór bagażnika, a obok nich po prawej stronie były dwa rozkładane siedzenia dla personelu. Za fotelami przednimi była w tej wersji przegroda. Samochód był wyposażony w reflektor z podświetlanym czerwonym krzyżem na dachu oraz reflektor-szperacz, nadwozie lakierowano na kolor jasnobeżowy lub biały. Także część samochodów podstawowego modelu była później przerabiana na karetki lub taksówki. W 1949 roku wykonano dwa prototypy w wersji faeton (kabriolet), lecz z powodu małej sztywności nadwozia, nie trafiła ona do produkcji. Niektóre ZIM-y przerabiano na drezyny wąskotorowe, dla celów inspekcyjnych. 
Zbudowano łącznie 21 527 egzemplarzy samochodu.

## Dane techniczne
Główne źródło:
- Nadwozie: samonośne, stalowe, 4-drzwiowe, 6-miejscowe (faktycznie mieściło się 7 osób)
- Długość/szerokość/wysokość: 5530 / 1900 / 1660 mm
- Rozstaw osi: 3200 mm
- Rozstaw kół przednich/tylnych: 1460 / 1500 mm
- Szerokość kanapy z przodu/tyłu: 1400 / 1490 mm (maks.)
- Masa własna: 1940 kg
- Masa całkowita: 2390 kg (6 pasażerów)
- Prześwit pod osiami: 200 mm

- Silnik: GAZ-12 – gaźnikowy, 4-suwowy, 6-cylindrowy rzędowy,  chłodzony cieczą, umieszczony podłużnie z przodu, napędzający koła tylne
- Pojemność skokowa: 3480 cm³
- Średnica cylindra x skok tłoka: 82 x 110 mm
- Moc maksymalna: 90 KM przy 3600 obr./min
- Stopień sprężania: 6,7:1
- Kolejność zapłonu: 1-5-3-6-2-4[9]
- Maksymalny moment obrotowy: 211 Nm przy 1600-1800 obr./min (21,5 kgf • m)[5]
- Gaźnik: podwójny K-21 – dolnossący[9]
- Skrzynia przekładniowa mechaniczna 3-biegowa, z dźwignią na kolumnie kierownicy
- Sprzęgło: suche jednotarczowe[9]
- Przełożenia[9]:
  - I bieg: 3,115:1
  - II bieg: 1,772:1
  - III bieg: 1,000:1
  - Wsteczny: 4,005:1 (3:738:1 od końca 1951)
  - Tylny most: 4,55:1
- Pojemność zbiornika paliwa: 80 l[5]
- Pojemność układu chłodzenia: 13 l

- Zawieszenie przednie: niezależne, poprzeczne wahacze resorowane sprężynami, hydrauliczne amortyzatory ramieniowe podwójnego działania
- Zawieszenie tylne: zależne, sztywna oś na podłużnych resorach półeliptycznych, hydrauliczne amortyzatory ramieniowe podwójnego działania
- Hamulce: przednie i tylne bębnowe, hydrauliczne; hamulec ręczny mechaniczny na koła tylne
- Ogumienie o wymiarach: 7,00x15"
- Promień skrętu: 7,4 m[9]

- Prędkość maksymalna: 120 km/h
- Zużycie paliwa: 15,5 l/100 km przy 50-60 km/h
- Przyspieszenie 0-80 km/h: 37 s